# Poitiers
Poitiers (ca. 85.000 indbyggere) er en by i det centrale Frankrig ved floden Clain og hovedstad i departementet Vienne samt i regionen Poitou-Charentes.

## Attraktioner
- Baptistère Saint-Jean (4. århundrede) — den ældste kirke i Frankrig.
- Palais de justice de Poitiers – hovedsædet for de aquitainske hertuger.
- Cathedrale St-Pierre (12. århundrede).
- Musee Sainte-Croix.
- Eglise St-Hilaire-le-Grand (11. århundrede).
- Hypogee des Dunes (kapel under jorden).
- Parc de Futuroscope (forlystelsespark og undervisningscenter).
- Église Notre-Dame la Grande (10. århundrede).

## Historie
Poitiers blev grundlagt af en keltisk stamme, piktaver, som levede i området før den Romerske republik. Oprindeligt hed byen Limonum, men skiftede navn til Poitiers efter dens oprindelige indbyggere. Kristendommen blev indført i den 3. århundrede, og den første biskop af Poitiers var Hilarius af Poitiers (350-367), der er helgenkåret. Et halvt århundrede senere tilfaldet byen de kristne arianiske vestgotere, der gjorde den til en af deres vigtigste kongebyer. I Slaget ved Voillé som stod nær Poitiers i 507, blev den vestgotiske konge Alarik 2. besejret og dræbt af frankiske styrker under kong Klodevig 1. og Poitiers kom under frankernes overherredømme.
Den første afgørende kristne sejr over muslimerne, Slaget ved Poitiers, blev udkæmpet i nærheden af Poitiers den 10. oktober 732.

## Kendte personer fra Poitiers
En udvalgt liste over personer med tilknytning til Poitiers:
- Michel Foucault, filosof og idéhistoriker. Født 15. oktober 1926 i Poitiers.
- Jean-Pierre Thiollet, forfatter og essayist. Født 9. december 1956 i Poitiers.

## Venskabsbyer
Poitiers har følgende søsterbyer:
- Northampton, Storbritannien
- Marburg, Tyskland
- Lafayette, USA
- Coimbra, Portugal
- Yaroslavl, Rusland
- Iaşi, Rumænien